# Santuario mariano de Ngome
El Santuario mariano de Ngome (en inglés: Ngome Marian Shrine) es un santuario dedicado a la Santísima Virgen María en Ngome, KwaZulu-Natal, Sudáfrica donde la hermana Reinolda May, miembro de las Hermanas Benedictinas de Tutzing, afirmó experimentar diez visiones entre el 22 de agosto de 1955 y el 2 de mayo de 1971. En estas "apariciones", la Virgen María se habría identificado como "el Tabernáculo del Altísimo". Aunque la veneración no fue apoyada inicialmente por el obispo local, el sitio se convirtió en un destino popular para los peregrinos cristianos, y en la década de 1990 fue reconocida por la diócesis como un "lugar de oración", con peregrinaciones organizadas promovidas activamente. Es uno de los sitios de peregrinación más populares en el sur de África.